# Puya vervoorstii
Puya vervoorstii är en gräsväxtart som beskrevs av Gómez Rom. och A.Grau. Puya vervoorstii ingår i släktet Puya och familjen Bromeliaceae. Inga underarter finns listade i Catalogue of Life.